# Oleksiivșciîna, Kozeleț
Oleksiivșciîna (în ucraineană Олексіївщина) este localitatea de reședință a comunei Oleksiivșciîna din raionul Kozeleț, regiunea Cernihiv, Ucraina.

## Demografie
Componența lingvistică a localității Oleksiivșciîna
     Ucraineană (98,34%)
     Rusă (1,66%)
Conform recensământului din 2001, majoritatea populației localității Oleksiivșciîna era vorbitoare de ucraineană (98,34%), existând în minoritate și vorbitori de rusă (1,66%).